# Криворізька тернівська гімназія
Криворізька Тернівська гімназія (іноді КТГ або гімназія №77) — перша гімназія в незалежній Україні з українською мовою навчання.

## Віки становлення
14 вересня 1991 року, в Тернівському районі міста Кривого Рогу була відкрита гімназія №77 з українською мовою навчання. Це був на той час єдиний навчальний заклад такого типу в новій незалежній Україні. Вона була заснована за ініціативою громадськості, вчителів, батьків та учнів району. Велику роль у будівництві та відкритті гімназії відіграв її директор (з 1991 по 2008 роки) — Гайдаш Віктор Іванович. Було зрозуміло, що саме перед гімназією постане питання виховання еліти суспільства, що саме гімназія — це найбільш досконала і авторитетна система, яка буде забезпечувати потреби розвитку молоді.
Про заснування гімназії взнали не тільки в різних куточках України, а й за кордоном. В перші роки гімназію відвідали барон Едуард Фальц-Фейн (Ліхтенштейн), представники української діаспори Австралії, працівники просвітницьких організацій багатьох міст України. Оскільки під’їзди до гімназії були ще недосконалими, ПівнГЗК вирішив виділити гроші на новий автобус для школярів новобудови. Гроші були направлені на автозавод Львова, а через деякий час новенький ЛАЗ уже в’їхав на подвір’я гімназії, наповнений україномовними підручниками. Перші роки цим автобусом підвозили гімназистів з різних куточків району.
Сучасна Криворізька Тернівська гімназія є наймолодшим навчальним закладом нашого району. Але, незважаючи на свою молодість, вона вже досягла значних висот і стала осередком науки.

## Загальна інформація
Криворізька Тернівська гімназія — навчальний заклад для здібних та обдарованих дітей, здійснює навчально-виховний процес відповідно до державних планів гімназійної освіти з профільним навчанням.
Гімназія є центром науково-методичної, пошукової, експериментальної роботи вчителів міста.
Матеріальну базу гімназії складають сучасні навчальні кабінети, спортивна зала, їдальня, бібліотека з читальним залом, комп‘ютерний клас, лінгафонні кабінети. Кабінети фізики, хімії, географії, біології оснащені сучасним обладнанням.
Гімназія має доступ до мережі Internet, власний сайт, учні ведуть активне листування з однолітками інших держав.
Бібліотека гімназії має комп'ютерне забезпечення.
За час навчання гімназисти якісно засвоюють дві іноземні мови, здобувають навички наукової, експериментальної, пошукової роботи.

## Структура закладу
I-V класи – базовий рівень. Забезпечує поглибленне вивчення окремих предметів.
VI-VII класи – творчий рівень. Творчий рівень забезпечується через профільне навчання.
Профільне навчання складається з відділень:
- Філологічний
- Історико-правознавчий
- Природничий

Якість навчання здійснюється за допомогою предметних кафедр: 
- Українська філологія
- Іноземна філологія
- Зарубіжна література та російська словесність
- Природнича кафедра
- Естетичне виховання
- Історія та право
- Догімназійна освіта

## Інноваційна освітня діяльність
- Нетрадиційні підходи до викладання державної мови (методика М.В. Девдери)
- Технологія вирішення проблеми (з використанням підручників Oxford University Press)
- Реалізація програм міжнародного співробітництва (Програма співробітництва між середніми школами країн СНД та США).
- Реалізація телекомунікаційних проектів в мережі IEARN[2]
- Використання аутентичних навчальних посібників на уроках німецької мови Ernst Klett Verlag[de]

## Криворізька Тернівська гімназія в IEARN-проектах
- Ми ровесники
- Пісні біля вогнища [3]
- Пісня про школу [4]
- Шкільна форма
- Мій край - легенда [5]
  - Щоденник проекту:http://ntkolo.blogspot.com/ [Архівовано 20 лютого 2017 у Wayback Machine.]

Настанова щодо організації роботи в вікі-середовищі. http://www.eduwiki.uran.net.ua/wiki/images/c/c1/Instru_wiki.swf[недоступне посилання з липня 2019]

## Досягнення
Вчителі природничої кафедри гімназії є активними учасниками національних та міжнародних телекомунікаційних проектів. У 2004 році посіли почесне четверте місце у Всеукраїнському конкурсі «Шляхами історії». Проект «Міграції населення України». Готували проект вчителі географії, інформатики і хімії.